# Environmentální enrichment

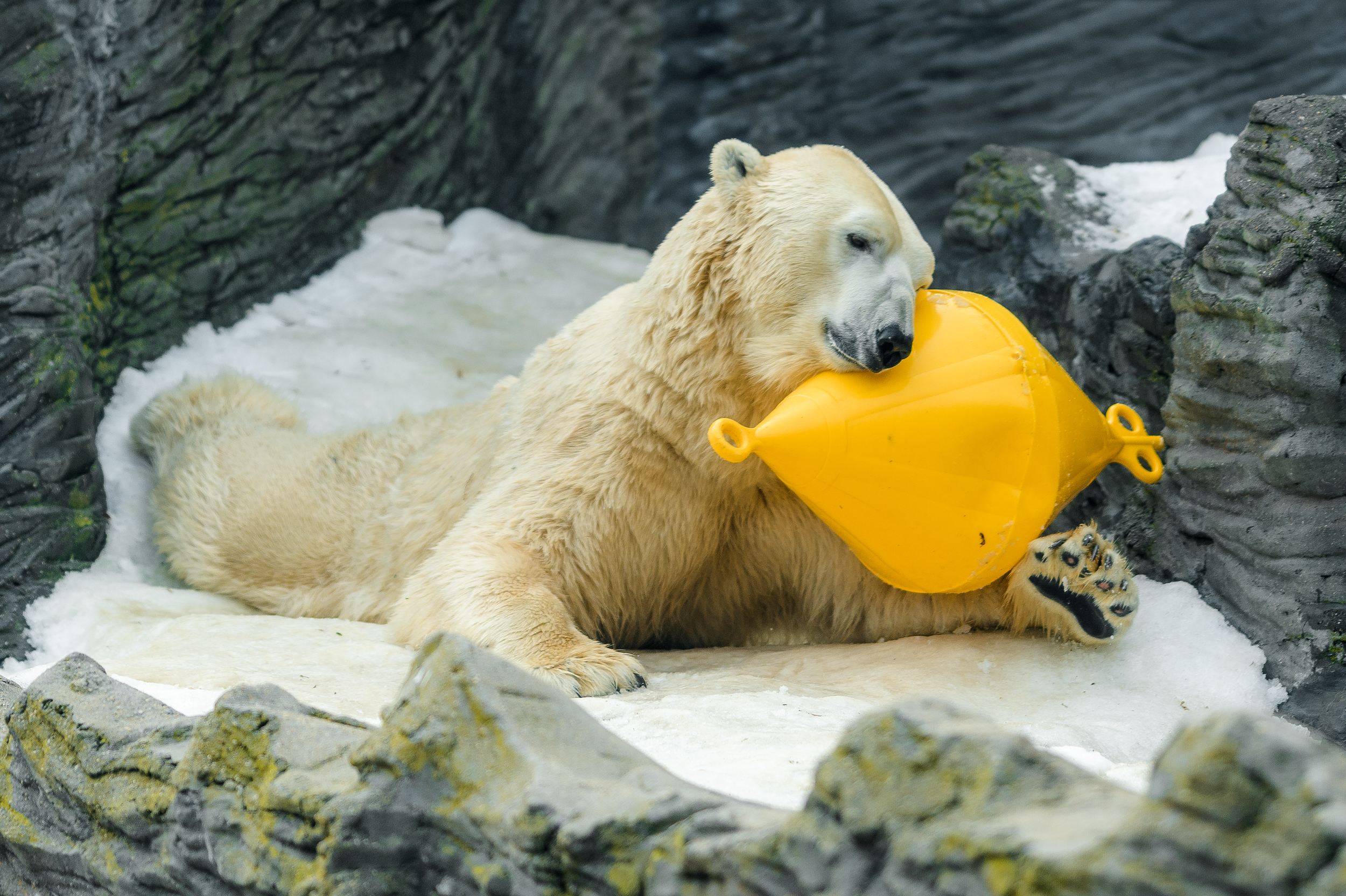
Enrichment medvěda ledního v Zoo Praha

Environmentální enrichment, příp. pouze enrichment (z franc. enrichement, obohacení) znamená obohacení a zpestření prostředí a života živočichů v lidské péči. Jde o přístup (koncept) založený na souboru prvků, aktivit a činností, které nahrazují resp. napodobují aktivity zvířat z volné přírody tak, aby to zlepšilo kvalitu jejich života. Zvířata v lidské péči totiž nemusejí bránit své teritorium ani unikat před predátory. Tradičně ani nemusejí hledat potravu. To je ovšem prvek, který je možné nejlépe napodobit.
Může se uplatnit u zvířat v zoo (je nezbytnou součástí moderní zoo) i u domácích mazlíčků.
Enrichment je založen na principu zajištění a vytváření činností obdobných těm ve volné přírodě, zaplňující volný čas zvířat v uzavřeném prostředí pestrým programem a podněty. Snahou je narušit pravidelnou každodenní rutinu, která by ohrožovala psychické zdraví chovaných zvířat (riziko vzniku stereotypního chování), a naopak stimulovat duševní i fyzickou aktivitu zvířat a pohodu. Proto ani enrichment nesmí být stereotypní.
Prvopočátky jsou spjaty s primáty a zejména lidoopy, tedy nejbližšími příbuznými člověka. Uplatňuje se však také u šelem, kopytníků i ptáků. Vhodná podoba enrichmentu se odvíjí od druhu zvířete i od znalosti o konkrétním jedinci, např. jeho věku a zdravotním stavu. Enrichmentem je již vytvoření přirozené skupiny zvířat obdobné té, jakou si mohou vytvořit ve volné přírodě. Mají tak možnost nejen přirozeného sociálního chování, ale taktéž odchovu mláďat. S mládětem si pak členové skupiny "hrají", vychovávají je, a tím se zaměstnávají. Obohacením života zvířat je též možnost pozorovat jiné druhy i člověka – například návštěvníka v zoo.

## Typologie
Enrichment je možné rozdělit do několika kategorií či typů. Jedním z přístupů je dělení na potravní, smyslový, environmentální enrichment a hračky.
- Potravní enrichment
  - Nejčastější způsob. Zvířata většinu volného času ve volné přírodě také tráví sháněním potravy.[6] Nejjednodušší verzí je situace, kdy zvíře nedostane potravu do misky, ale do různých míst výběhu. Již to totiž vyvolává aktivitu.[3] Dále je možné potravu různě schovávat a maskovat, aby bylo náročnější se k jídlu dostat (příklad: dřevo s vyvrtanými otvory pro klokánky králíkovité, zamrazená potrava[3] pro lední medvědy, figuríny). Mezi příklady potravního enrichmentu také patří věšení potravy do hůře dostupných míst (do výšky), natírání na stěny nebo zamrazení potravy do ledu. Zpestřením je též obměna denního rozvrhu.[6]
- Smyslový enrichment
  - Enrichment podporující smysly zvířat, např. zrak či hmat. Nejčastěji se však objevuje v podobě pachového enrichmentu. Zajištění různých vůní a pachů, např. pomocí aromatických olejů, koření či krve a trusu.[3][6]
- Environmentální enrichment
  - Enrichment v podobě vhodného prostředí, které napodobuje prostředí přirozené. Základem této podoby enrichmentu je podoba samotné expozice, která by měla stimulovat zvíře a nabízet mu pestré prostředí zaručující pohyb, podněty i klid a úkryt. Na to pak navazují možnosti průběžných změn v expozici, založených na zajištění jiných či nových prvků pro nejrůznější aktivity, např. kmeny, lana. Roli hraje také povrch prostoru i množství a podoba zeleně.[6]
- Hračky
  - Zajištění předmětů, s nimiž zvířata mohou manipulovat a "hrát si". Tyto prvky stimulují přirozené chování, tedy činnosti, které jsou pro dané živočichy typické a samozřejmě ve volné přírodě, ale v lidské péči by se jim jich jinak nedostávalo. Tyto předměty mohou být ryze přírodního charakteru (např. plody jako tykve, kokosové ořechy, borové šišky; nebo vrbové proutí). Často se však jedná také o ryze lidské výrobky (míče, papírové krabice, barely, uzle z provazů nebo prolézačky vyrobené z požárních hadic).[6] Hračky se často kombinují s jídlem, aby byly pro zvířata zajímavější.[3]

Často je rozlišováno těchto pět typů enrichmentu:
- fyzický
  - prostředí – velikost (plocha, objem), vizuální bariéry, místa úkrytu
  - vybavení – vnitřní (trvalé – tyče; přechodné – hračky, lana, substrát); vnější (zavěšené předměty, rébusy)
  - klimatické podmínky (světlo, vlhkost, teplota)
- sociální
  - kontaktní (přítomnost v přirozené skupině /např. páru/, přímý kontakt s člověkem/bez přítomnosti člověka)
  - nekontaktní (skrze prostředky komunikace – např. vizuální, hlasové)
- potravinový:
  - podávání krmení (frekvence, rozvrh, prezentace, příprava)
  - typ krmení (nové, variabilita, dárky)
- pracovní/kognitivní
  - psychologický (rébusy, nové objekty)
  - trénink (mechanické prostředky)
- senzorický
  - vizuální (nahrávky, TV, obrázky, okna)
  - zvukový (hudba, vokalizace)
  - využití dalších smyslů (hmat, chuť, čich)

Dalším přístupem je dělení na pasivní a aktivní enrichment.

## Příklady
Šimpanz
- hledání potravy, její sběr, ochutnávání – speciální "servírování" potravy tak, aby bylo náročné se k ní dostat, resp. aby šimpanz musel přemýšlet, jak ji co nejlépe zpracovat (např. speciálně nakrájený meloun, uzavření jídla do krabic či jiných předmětů, rozmístění na různá místa).
- obohacení prostředí – zajištění větví, kmenů, hamak a dalších prvků, které zvětšují a obohacují expozici. Zajištění hracích prvků, např. míče.
- zabavení speciální činností – možnost kreslení (netoxické barvy)
- kombinovaný enrichment – např. nalezení větvičky, její úprava, díky které se dostanou k potravě – trénování zručnosti

Medvěd lední
- tvorba umělého sněhu
- hračky – míče apod.
- zajištění pachů pro aktivizaci
- zamrazování potravy do ledu
- "torpédo" pro simulaci pohybu plovoucí potravy

## Galerie

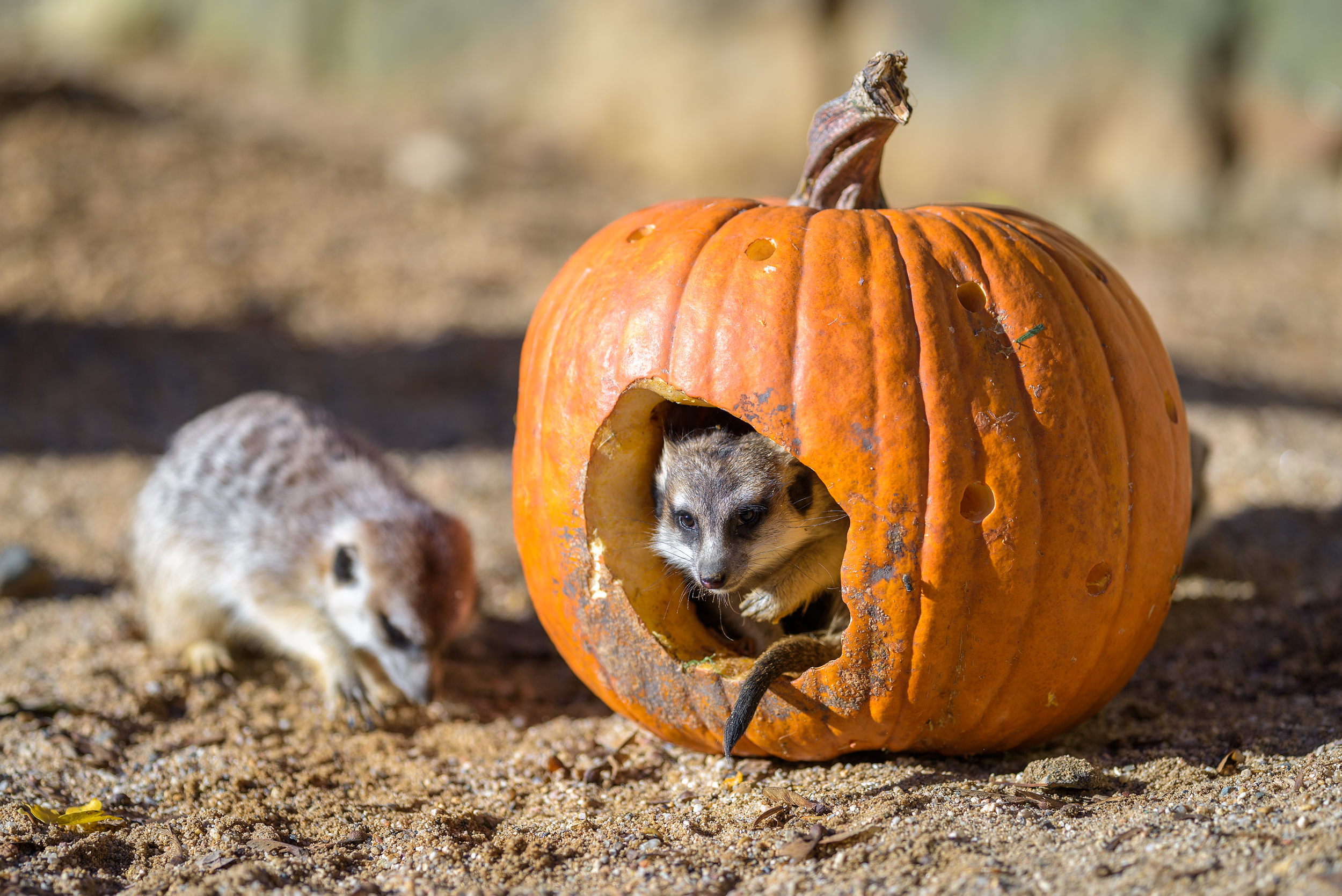
Surikata, Zoo Praha
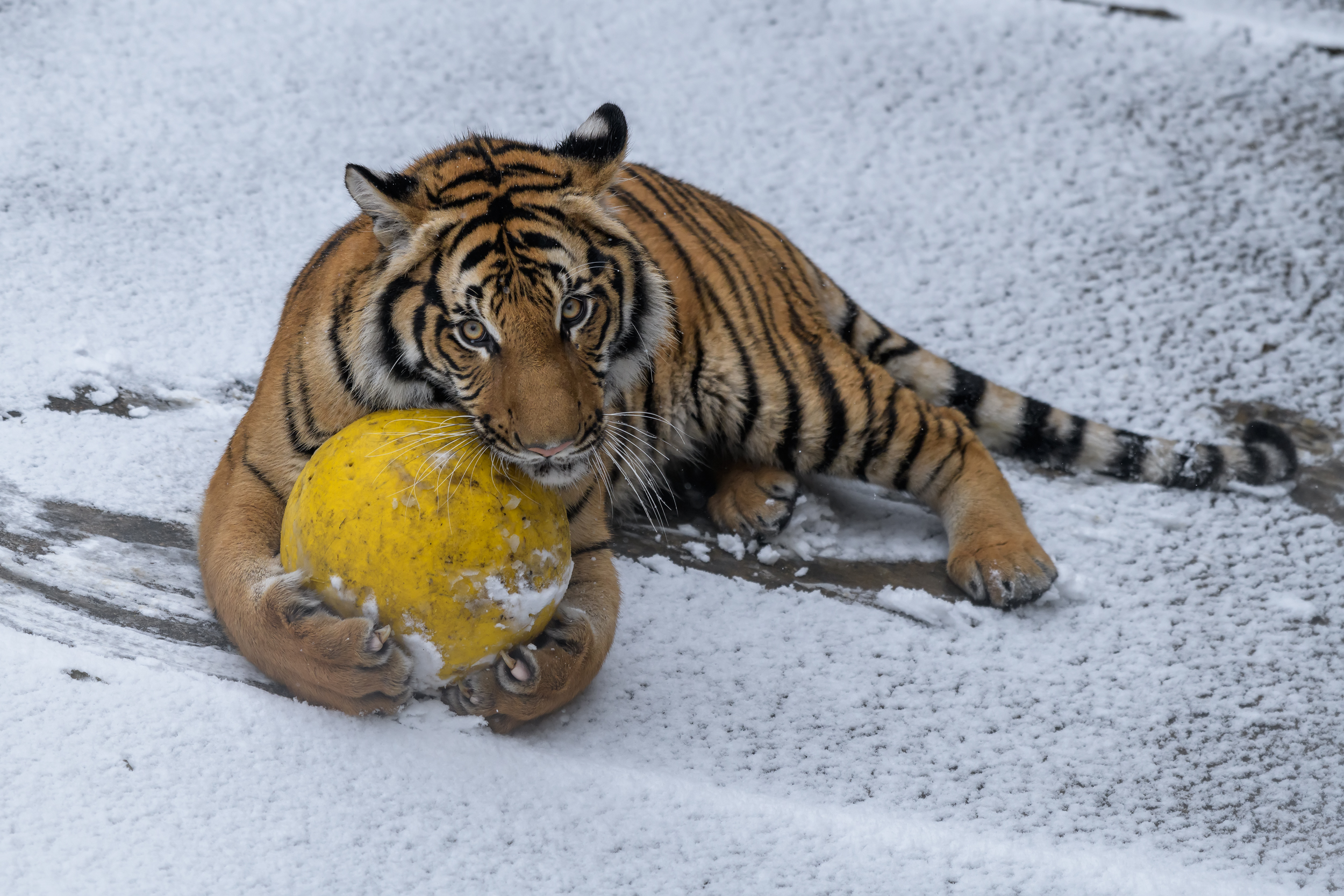
Tygr malajský, Zoo Praha
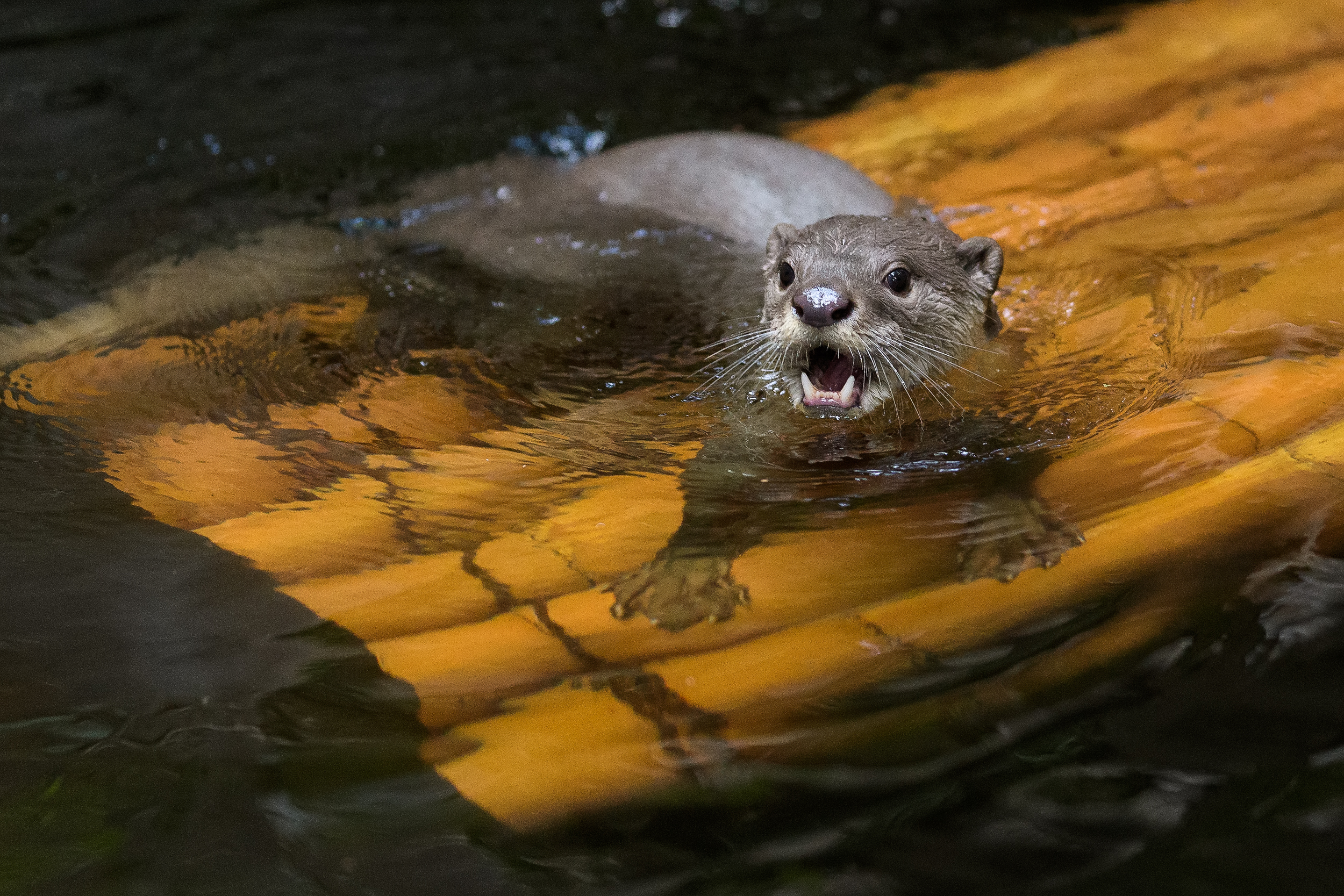
Vydra hladkosrstá, Zoo Praha
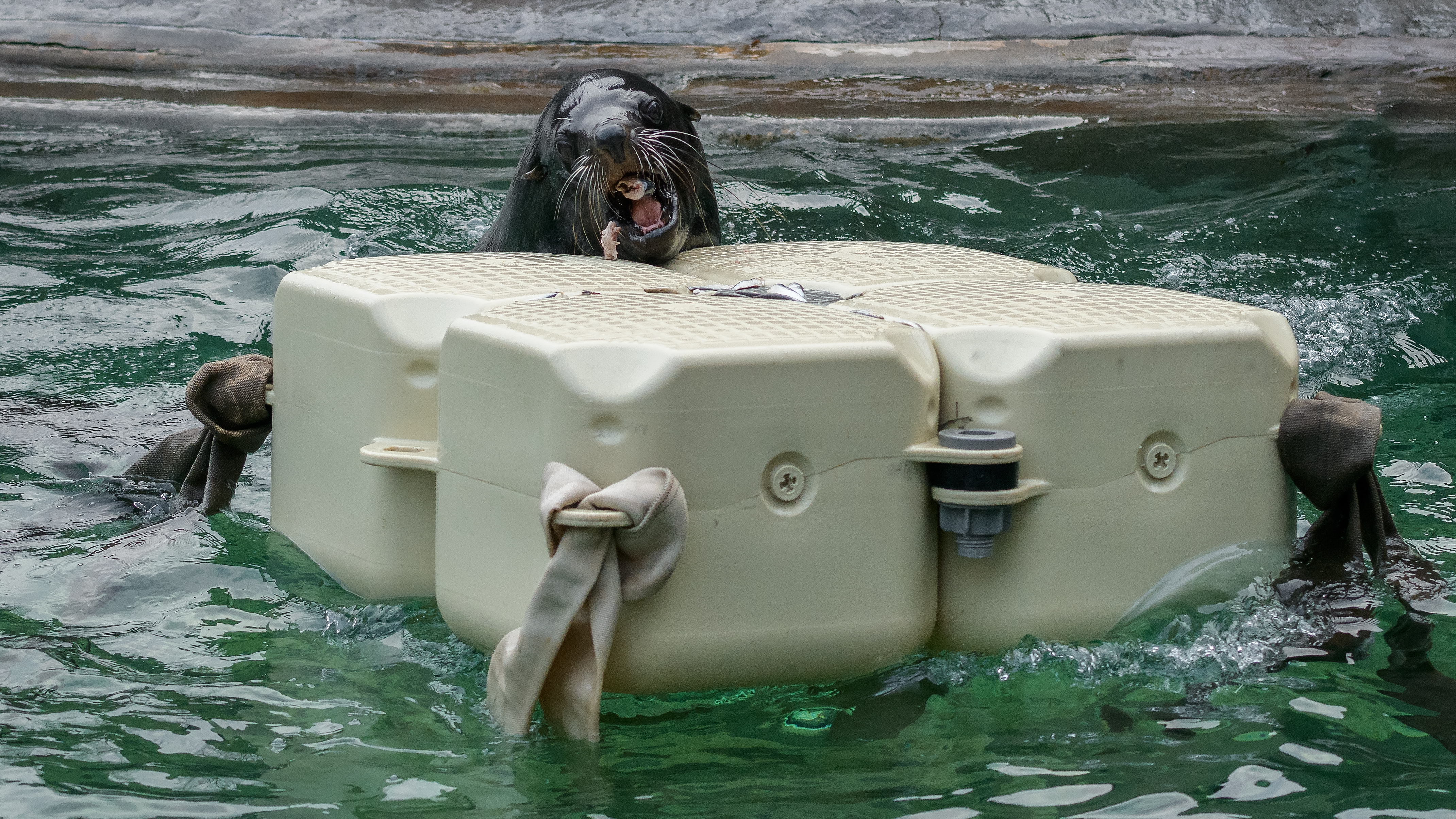
Lachtan jihoafrický, Zoo Praha
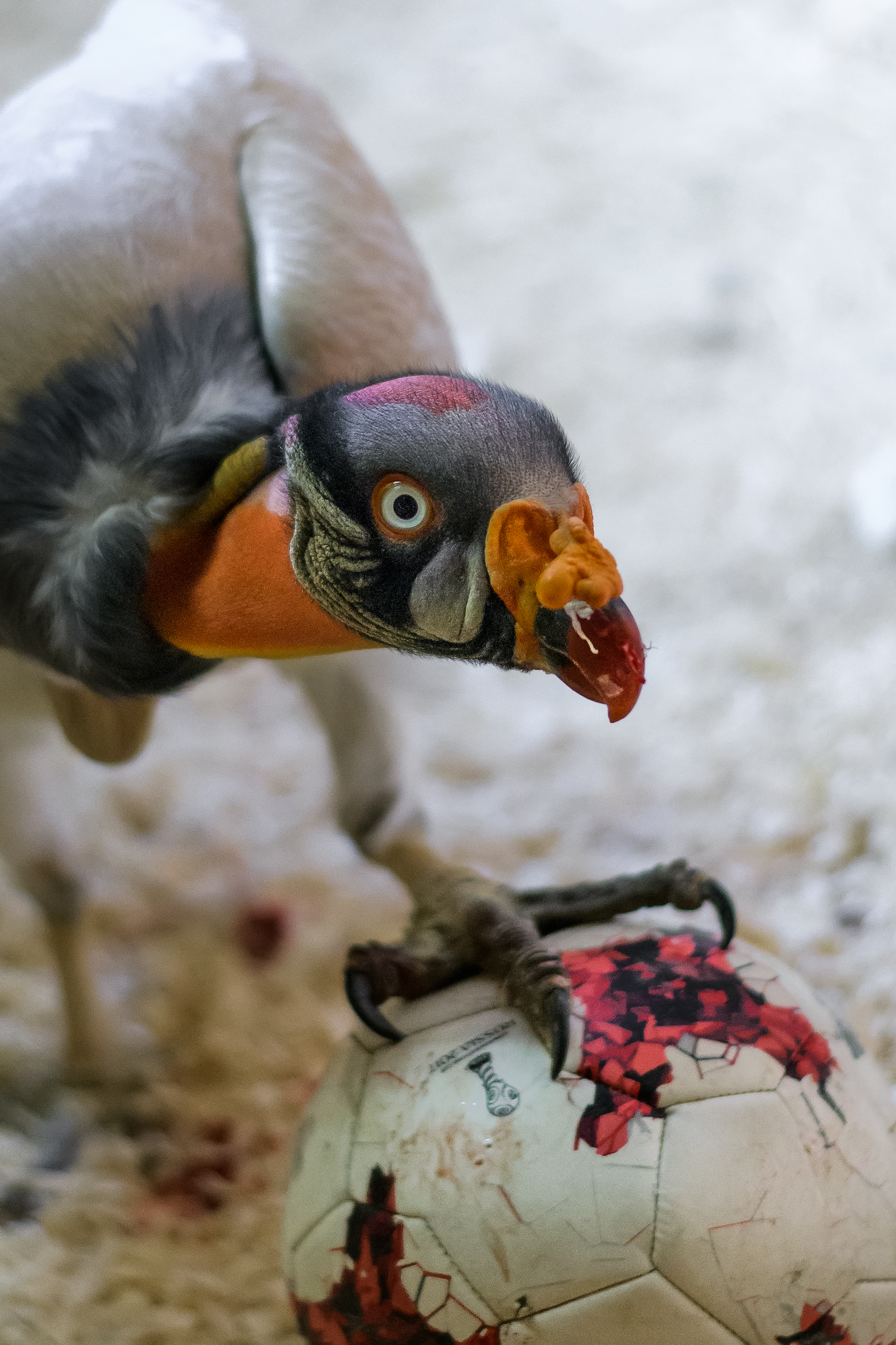
Kondor královský, Zoo Praha